# Natalia Pulido
Natalia Pulido Pulido (Las Palmas de Gran Canaria, España; 17 de diciembre de 1969) es una exnadadora olímpica española.

## Trayectoria
Natalia Pulido es hija de dos nadadores canarios, Juan Manuel Pulido y Rita Pulido, primera nadadora olímpica española. 
Vinculada como sus progenitores al Club Natación Metropole, entre 1992 y 1994 asistió a la Universidad de Nevada, Reno, formando parte de su equipo de natación, Nevada Wolf Pack.
En 1986 participó en el Campeonato Mundial de Natación de Madrid, disputando la prueba de 200 metros libres y los relevos 4 x 100 y 4 x 200 metros libres. Siguiendo los pasos de su madre, fue olímpica en los Juegos de Barcelona 1992, participando en las series eliminatorias de los 100 y 200 metros estilo libre. Estuvo también presente en los Campeonatos Europeos de Natación de 1989, 1991 y 1997.
En el ámbito nacional, ha sido campeona de España en categoría absoluta en 18 ocasiones. En los campeonatos de invierno ha sumado siete triunfos (uno en los 100 metros libre, cuatro en los 200 metros libre y dos en los 400 metros libre) y en el campeonato de verano otros once (tres en los 100 metros libre, cuatro en los 200 metros libre, tres en los 400 metros libre y uno en los 800 metros libre). Su palmarés también incluye seis récords de España.

## Premios y reconocimientos
- Medalla de oro de servicios distinguidos de la Real Federación Española de Natación (1990)[5]